# Kandel (Berg)
Der Kandel ist mit 1241,3 m ü. NHN die höchste Erhebung im Mittleren Schwarzwald und der Hausberg der Stadt Waldkirch. Durch seine exponierte Lage wirkt er eindrucksvoller als benachbarte Berge vergleichbarer Höhe.

## Geologie und Relief
Der Kandel gehört zum Zentralschwarzwälder Gneisgebiet. Das Bergmassiv ist in seiner Großform tektonisch bedingt: Die Kandel-Scholle steigt pultförmig von der Hochfläche um St. Peter nach Nordwesten hin an. Sie ist von Verwerfungen umgeben, die sich teilweise als deutliche Geländekanten abzeichnen; so liegen die Rheinebene mehr als 1000 Meter und die Gipfel jenseits des Elztales 500–600 Meter tiefer als der Kandel. Die andauernde Heraushebung der Kandel-Scholle gegenüber der Rheinebene (1–2 mm/a) äußert sich zuweilen in Erdbeben. Am 5. Dezember 2004 ereignete sich ein Beben der Magnitude 5,4 auf der Richterskala. Das Epizentrum lag im Bereich Waldkirch/Kandelmassiv, das eigentliche Erdbebenzentrum etwa 12 km darunter.

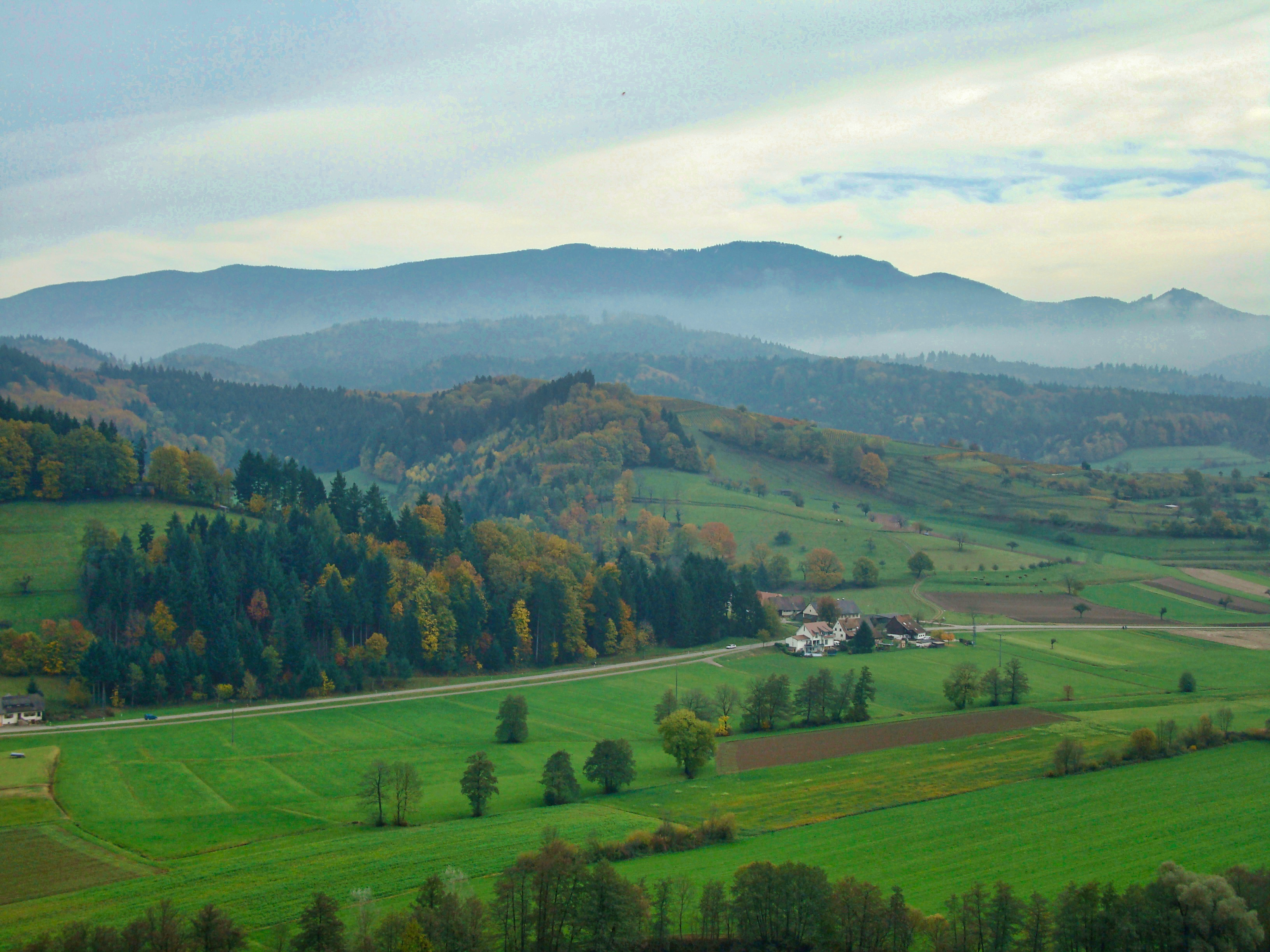
Das Kandel-Massiv von Norden

Das Kandelmassiv ist von tiefen Tälern radial in teils rundliche, teils felsige Bergrücken aufgelöst. Die Steilhänge erreichen nach Südwesten (Glottertal) 600 m, nach Nordwesten (Elztal) 650 m und nach Nordosten (Tal der Wilden Gutach) gut 700 m. Nur südostwärts dacht sich der Berg allmählich ab, Richtung St. Peter um 500 m und zur Platte über den Zweribachwasserfällen hin um gut 200 m. Der ausgedehnte grünlandreiche Südhang führt zu deutlicher Thermik und beeinflusst mit den hier oft entstehenden großen Gewitterzellen das Wettergeschehen des Breisgaues.
Die auf die eiszeitlichen Vergletscherungen zurückgehenden Formenelemente des Gebirgsstockes treten im Landschaftsbild weniger deutlich in Erscheinung als bei anderen Schwarzwaldbergen ähnlicher Höhe.
Neben dem Hauptgipfel besteht der von Bergwiesen geprägte Gipfelbereich auch aus der Sattelhöhe, einem 1216,3 Meter hohen Nebengipfel mit Heidefläche. Über den dazwischen liegenden namengebenden Sattel (1201,9 m) führt die Kandelpassstraße. Es gibt mehrere Gipfelrundwege, über die man auch die Felsbildungen des steilen Nordwestabfalls erreichen kann.

## Schutzgebiete
Im Jahr 1999 wurde der Naturpark Südschwarzwald gegründet, in dessen Bereich sich der Kandel befindet. Das europäische Vogelschutzgebiet Mittlerer Schwarzwald sowie die Landschaftsschutzgebiete St. Peter, St. Märgen und Simonswälder Tal umfassen auch Flächen im Kandelgebiet.

## Verkehrsanbindung
Der Kandel liegt im Gebiet des Regio-Verkehrsverbundes Freiburg; der Sattel knapp unterhalb des Gipfels (Kandel Rasthaus) kann über eine Buslinie der Südbadenbus bis zu siebenmal täglich von St. Peter aus erreicht werden. Eine direkte Busverbindung ab Waldkirch wurde 2013 eingestellt.

## Gebäude

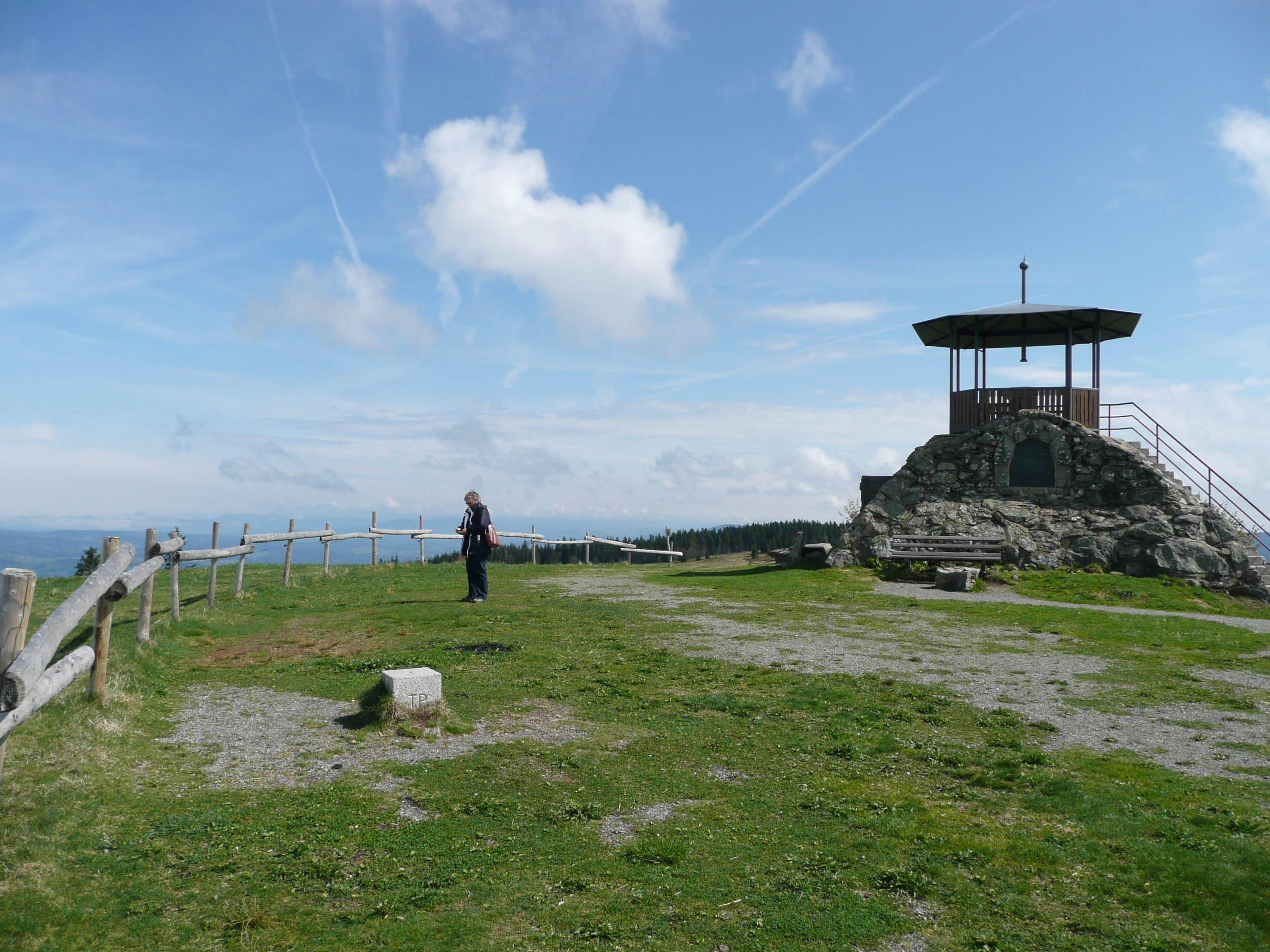
Gipfel mit Kandelpyramide, Blick nach Osten

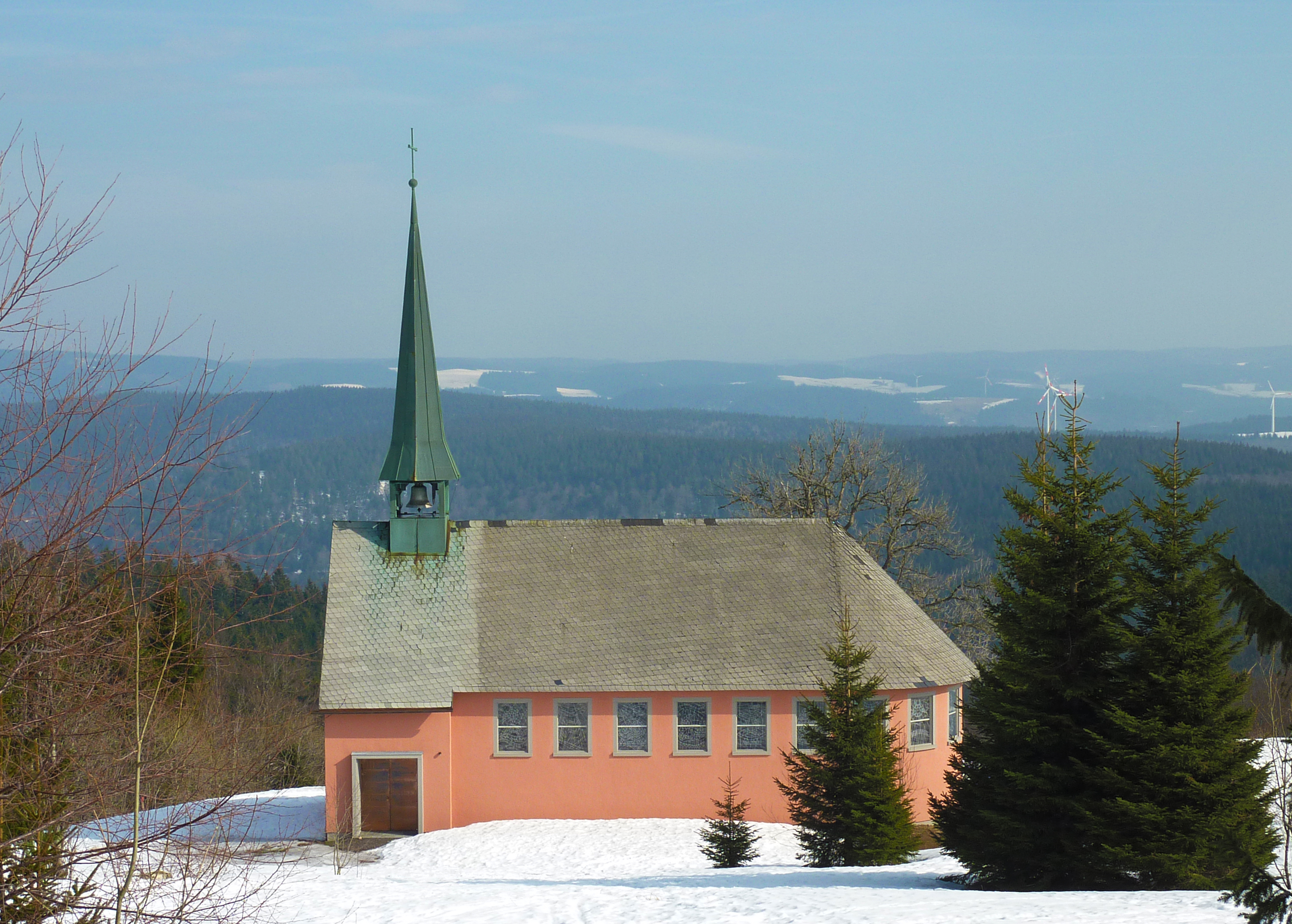
Kandelkapelle St. Pius

Auf dem Hauptgipfel befindet sich eine gemauerte Aussichtspyramide; die dort angebrachte Gedenktafel trägt die Inschrift Zum ehrenden Gedächtnis unserer im Weltkriege gefallenen Kameraden der Bad. Gebirgs-Artillerie und Inf. Gesch. Batt. 1914–1918. An der Kandelpassstraße wurde an Stelle des 2019 abgerissenen alten Kandelhotels im Jahr 2021 der Gasthof Bergwelt Kandel eröffnet. Ebenfalls auf dem Sattel ist die Bergrettungswache der Bergwacht Schwarzwald. Wenige Meter südöstlich davon ist ein weiterer Gasthof, der Kandelhof, sowie die 1957/1958 erbaute Kapelle St. Pius der katholischen Seelsorgeeinheit Waldkirch.

### Hütten
- Gustav-Beck Hütte (1031 m Lage)
- Gaisfelsenhütte
- Schwarzenberghütte, (610 m, Schutzhütte)
- Thomashütte (1070 m, Schutzhütte Lage), benannt nach Ludwig Thomas, einem Freiburger Universitätsprofessor und ehemaligen Vizepräsidenten des Schwarzwaldvereins
- Langeckhütte (780 m, Schutzhütte Lage)
- Gummenhütte (1150 m, zeitweilig bewirtschaftete Hütte Lage)[6][7]

## Sport- und Freizeitmöglichkeiten
Am Kandel werden verschiedene für gebirgige Regionen typische Freizeitmöglichkeiten angeboten, unter anderem gibt es Wege zum Wandern und Radfahren, z. B. den Südteil des Kandelhöhenwegs des Schwarzwaldvereins. Am Großen Kandelfelsen kann geklettert werden, und es gibt Startplätze für Drachen- und Gleitschirmflieger. Auch Radrennfahrer nutzen den Berg für eine Auffahrt, die auf 12 Kilometern 926 Höhenmeter überwindet, was einer durchschnittlichen Steigung von 7,7 % entspricht.
Im Jahr 2000 führte die dritte Etappe der Deutschland Tour über den Kandel. Udo Bölts erreichte als erster den Gipfel. Am 13. August 2005 fand im Rahmen der Regio-Tour ein Bergzeitfahren von Waldkirch auf den Kandel statt. Bester wurde Tony Martin mit einer Zeit von 33 Minuten und 43 Sekunden.
Alljährlich findet auch der Kandel-Berglauf statt. Start ist auf dem Marktplatz der Stadt Waldkirch, von dort geht es über 12,2 Kilometer und 940 m Höhenmeter auf der Kreisstraße zur Passhöhe. Seit 1986 ist die Zeit von Wolfgang Münzel (LG Frankfurt), der die Strecke in 48 Minuten und 39 Sekunden bewältigte, ungeschlagen.

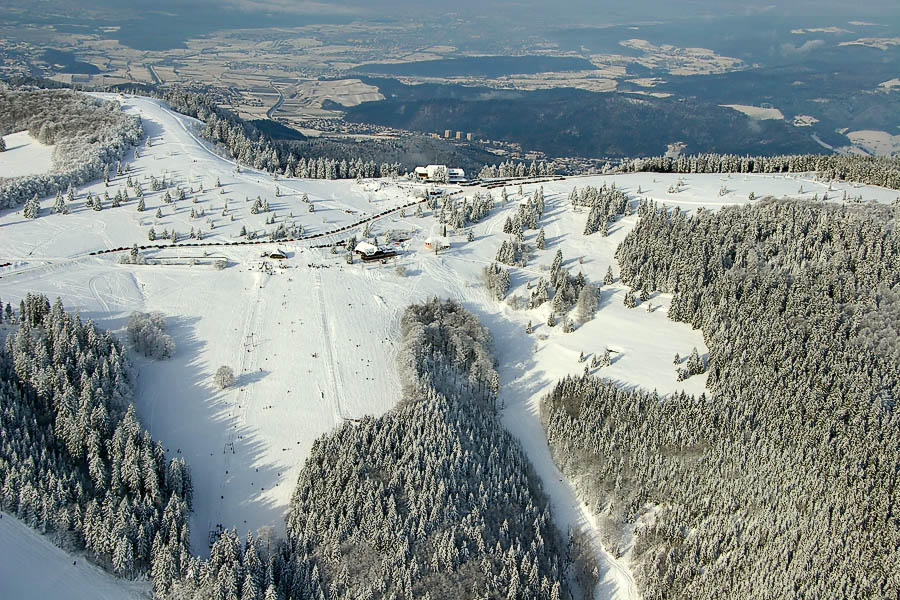
Luftbild des Gipfelplateaus, Blick Richtung Waldkirch und Emmendingen; oben links der eigentliche Gipfel, unten links Skilift und Piste am Kaibenloch, rechts ein Teil der Varianenabfahrt zum Kuhloch, die linke untere Bildecke zeigt einen Teil der Skipiste Schwarzmoos

 Im Winter stehen im Gipfelgebiet Skilifte zur Verfügung, und bei guten Schneeverhältnissen wird eine 5 km lange Loipe gespurt. Skialpinismus ist ebenfalls möglich. Ein üblicher Ausgangspunkt für Skitouren auf den Kandel ist der Weiler Sägendobel in St. Peter. Auch die Pisten des Skigebietes am Kandelgipfel werden regelmäßig unpräpariert und ohne Liftunterstützung von Skitourengehern befahren. Die steilste Abfahrt ist der 1934 angelegte Nordhang (ehemals Hess-Hang), der den obersten Teil der ehemaligen Talabfahrt nach Waldkirch darstellt.
Der Bergrettungsdienst im Gebiet wird ganzjährig durch die Ortsgruppe Waldkirch der Bergwacht Schwarzwald sichergestellt, die auf dem Kandel eine Bergrettungswache unterhält.

## Ereignisse und Sagen
In der frühen Neuzeit galt der Kandel als der „Blocksberg des Schwarzwaldes“. Das untere Elztal war einer der Schwerpunkte der Hexenverfolgung in Deutschland. Die Walpurgisnacht wird heute als Brauchtumspflege begangen. Nach einer Sage trieb die Hexe Gfällrote dort ihr Unwesen.
Der obere Teil des Großen Kandelfelsens, die Teufelskanzel, brach 1981, in der Walpurgisnacht vom 30. April zum 1. Mai, ab. Etwa 2.000 Kubikmeter Gestein lösten sich und liegen nun unterhalb des Felsens. Die Koinzidenz zur Walpurgisnacht und die Tatsache, dass zwischen dem Schutt ein Reisigbesen gefunden wurde, führte bei Anwohnern zu dämonologischen Erklärungen des Felssturzes. Die echte Ursache ist bis heute unklar, ein zunächst vermuteter Erdstoß konnte aufgrund von seismologischen Aufzeichnungen ausgeschlossen werden. Der Geograf Werner Bätzing vermutet, dass eine Frostsprengung vorlag, die durch im Wechsel tauendes und gefrierendes Wasser bewirkt wird, besonders im Frühjahr. In der Schutthalde sind dazu passend mehrere Eiszapfen gefunden worden. Der Reisigbesen stammte nachweislich von dem Felsmechaniker Peter Rambach, der in den Monaten vor dem Absturz Sicherungsarbeiten am Fels durchführte.